# Michel Nabokoff
Michel Nabokoff, né Nabokov, (Soignies, 2 de janeiro de 1973) é um ator belga. Ele é particularmente conhecido na comédia por seu papel como o chefe da ZAD no filme Problemos de Éric Judor, Blanche Gardin e Noé Debré, bem como pelo papel do oligarca russo Leonid Kadnikov no thriller da Netflix Sentinelle, dirigido por Julien Leclercq e estrelando Olga Kurylenko.

## Biografia

### Família e infância
Vindo de uma grande família de nobreza russa por parte de pai e belga por parte de mãe, ele é o 4º filho de Nicolas Sergeevich Nabokoff, um alto funcionário público belga e administrador-geral da SDRW (em francês:  Société de Développement Régional Wallon), e de Anne de Lantsheere. Seu avô paterno, Serge Sergeevich Nabokoff, exilado na Bélgica após a revolução russa, foi diretor da agência de notícias Reuters Benelux. Seu bisavô Sergei Dmitrievich Nabokov foi o último governador da Curlândia. Ele é tataraneto de Dmitri Nikolaevich Nabokov, Ministro da Justiça durante o reinado de Alexandre II. Finalmente, ele é primo de segundo grau do escritor russo Vladimir Nabokov (primo de primeiro grau de seu avô Serge Nabokoff).
Seu pai morreu prematuramente em 1985, quando Michel tinha 11 anos. Sua mãe, inicialmente envolvida na política local, dedicou-se exclusivamente aos 7 filhos, os quais criou sozinha no campo. Ela dedica seus poucos momentos livres ao desenho e especialmente à escrita (Le champ des vraies sources na edição Jets d'encre).
Desde muito jovem, Michel desenvolveu uma paixão pela natureza e jardinagem. Desde os 8 anos de idade, ele passava seu tempo livre na fazenda vizinha. Até aos 24 anos, ocupou vários empregos de estudante, incluindo trabalhador agrícola, motorista de equipamento de construção, representante de vendas, cortador de serraria (na Alemanha), eletricista na siderúrgica Gustave Boël -Duferco e técnico de tradução simultânea. Ao mesmo tempo, ele desenvolveu um senso de comédia, que praticou primeiro na escola, por meio de sua participação em uma aula de teatro (no colégio Saint-Vincent em Soignies), e depois no círculo familiar ou em eventos privados.

### Agricultura e Europa Oriental
Como parte de seu bacharelado em agronomia no Instituto Superior Industrial e Agronômico de Huy, que o levou a concluir um estágio de fim de curso na República Tcheca (1995-96), ele foi escolhido para liderar testes para otimizar a produtividade da beterraba. De volta à Bélgica, trabalhou na venda de equipamentos agrícolas e, mais tarde, como gerente do setor de reciclagem agrícola até 2000. Naquele ano ele retornou à República Tcheca para um novo projeto. Ele trabalha na criação de uma fazenda de 250 hectares para o qual ele assegura a gestão diária e as tarefas agrícolas em nome de um investidor/agricultor francês.
Com esses 4 anos de experiência na República Tcheca, foi contratado como especialista agrícola para uma missão de 3 anos na Rússia. Trabalhou em um projeto de reestruturação de 3 antigas fazendas coletivas (7.000 ha no Oblast de Voronej).

### Transição para a comédia
Em 2008, já pai de um menino de 4 anos, ele decidiu deixar seu emprego como consultor agrícola para se mudar para mais perto da família. De volta a Bruxelas, ele iniciou uma nova transição profissional.
No mesmo ano, iniciou a carreira de ator com uma sessão publicitária (118.008). Em 2009, em seu primeiro filme para TV, Facteur chance. Para atender às necessidades dessa transição profissional, ele multiplica suas atividades: consultor de comunicação corporativa interna (escrita e produção de filmes corporativos); motorista de veículo pesado de mercadorias em local de terraplenagem; co-roteirista para TV (série suíça Fitness Senteur com Armelle Lesniak na TSR). Em 2010, ele escreveu e dirigiu um afresco vivo que reconstrói a história da Bélgica por meio de seu exército, para a associação de ex-combatentes e veteranos de guerra (em francês:  Association des anciens combattants et vétérans de guerre, FUNACV). Um período em que ele foi, alternadamente, e às vezes na mesma semana, operário da construção civil, ator de set de filmagem e consultor de comunicação corporativa.
Em meio a uma crise político-comunitária, ele criou o personagem satírico Nabsurde (Brico-Polit), que dá conselhos humorísticos em "bricolagem institucional" no palácio real, em frente às câmeras de notícias da televisão. De pequeno papel em pequeno papel, enriqueceu sua experiência ao lado de Frédéric Diefenthal, Bernard Lecoq, Anny Duperey, Line Renaud, François-Xavier Demaison, Louise Bourgoin, Jean-Yves Lafesse, Olivier Marchal, Mathieu Amalric, Cécile de France e Fabrice Luchini.

### Reuniões decisivas
Em 2015, ele foi escolhido para interpretar um pai em La tour 2 Contrôle, de Éric Judor e Ramzy Bedia. Desde esse encontro, ele tem colaborado regularmente com Eric Judor, em ficção, TV e publicidade. Foi também Eric Judor quem lhe deu o seu primeiro papel significativo, em Problemos, onde Michel interpretou Jean-Paul, o chefe da ZAD. Lá conheceu Blanche Gardin, Youssef Hajdi, Bun Hay Mean (O Chinês Engraçado), Dorothée Pousséo e claro Marc Fraize (Monsieur Fraize). Ainda sob a direção de Judor, ele filmou em 2019 a 3ª temporada de Platane ao lado de Florence Foresti.
Em 2019, Julien Leclercq o escolheu para atuar ao lado de Olga Kurylenko em seu thriller Sentinelle. Esta produção da Netflix lhe dá pela primeira vez um papel importante num registo dramático.

## Filmografia

### Cinema
| Ano  | Título                          | Personagem         | Detalhes         | Diretor          | Notas          |
| ---- | ------------------------------- | ------------------ | ---------------- | ---------------- | -------------- |
| 2011 | La Chance de ma vie             | Damien Marpeaux    |                  | Nicolas Cuche    |                |
| 2011 | Un heureux événement            | Sr. Tordjman       | O vizinho        | Rémi Bezançon    |                |
| 2012 | Histoire belge                  | O professor Dubois |                  |                  | Curta-metragem |
| 2013 | Le Programme X.65E.S.           | O político         |                  |                  |                |
| 2013 | &Me                             |                    |                  |                  |                |
| 2013 | Stock Exchange                  | Kostas             |                  |                  |                |
| 2014 | Belle comme la femme d'un autre | O cliente da boate |                  | Catherine Castel |                |
| 2015 | Zéro Zéro Belge                 | Gérard             |                  | Pascal Rocteur   |                |
| 2016 | La Tour de contrôle infernale   | O pai da família   |                  | Éric Judor       |                |
| 2017 | Problemos                       | Jean-Paul          |                  | Éric Judor       |                |
| 2017 | Trek                            | Um trekker         |                  |                  |                |
| 2018 | L'école est finie               | Kevvin             | O diretor        | Anne Depetrini   |                |
| 2019 | Rebelles                        | O conselheiro      |                  | Allan Mauduit    |                |
| 2021 | Sentinelle                      | Léonid Kadnikov    | O oligarca russo | Julien Leclercq  |                |
| 2023 | Un coup de maître               | Laveran            |                  | Rémi Bezançon    |                |

### Televisão
| Ano  | Título                 | Personagem              | Diretor       | Notas       |
| ---- | ---------------------- | ----------------------- | ------------- | ----------- |
| 2009 | Facteur chance         | O policial              | Julien Seri   |             |
| 2012 | Cher radin !           | O primeiro psiquiatra   | Didier Albert |             |
| 2014 | Marge d'erreur         | O homem bêbado na boate | Joël Santoni  |             |
| 2014 | La Guerre des ondes    | André Gillois           | Laurent Jaoui |             |
| 2014 | La Douce Empoisonneuse | O carteiro              | Bernard Stora |             |
| 2014 | Esprits de famille     | O advogado opositor     |               | 1 episódio  |
| 2018 | Les Rivières pourpres  | Irmão Antoine           |               | Série de TV |
| 2019 | Platane                | Monseigneur Albatre     |               | Série de TV |